# NGC 2474
NGC 2474 è una galassia ellittica situata nella costellazione della Lince, a una distanza di circa 276 milioni di anni luce dalla nostra Via Lattea.

## Scoperta
La galassia è stata scoperta il 17 marzo 1790 dall'astronomo britannico di origine tedesca William Herschel.

## Descrizione
NGC 2474 e NGC 2475 formano una coppia di galassie gravitazionalmente interagenti tra loro.